# Tenodera rungsi
Tenodera rungsi är en bönsyrseart som beskrevs av Boris Petrovich Uvarov 1935. Tenodera rungsi ingår i släktet Tenodera och familjen Mantidae. Inga underarter finns listade i Catalogue of Life.